# Baignol et Farjon
Baignol et Farjon est une entreprise de matériaux d'écriture qui naît en 1850 à Boulogne-sur-Mer sous le nom Lebeau aîné et est rachetée en 1979 par Bic.

## Historique
C'est en 1850 qu'un industriel boulonnais, François Lebeau, crée l'entreprise Lebeau aîné sur le modèle des fabriques anglaises de plumes métalliques d'écriture. François Lebeau débauche des contremaîtres anglais afin de reproduire l'outillage et la structure des entreprises de ce pays en profitant de l'absence de protection juridique sur ce type de produits.
À partir de 1870, l'entreprise Lebeau aîné va se diversifier et se lancer, en plus des plumes métalliques, dans la production de crayons graphite, de porte-mines et de porte-plumes. 
En 1875, les deux gendres de François Lebeau, Camille Baignol et Ferdinand Farjon, sont à même de prendre sa succession. L'entreprise change alors de nom pour Baignol et Farjon. En 1877 l'entreprise s'implante également à Paris.
Leurs fils et petits-fils deviennent successivement dirigeants de l'entreprise au caractère familial prononcé. 
En 1920, l'entreprise propose six types de produits et se diversifie jusqu'à proposer en 1970 cinq cents articles différents. Durant les années 60, quatre produits majeurs de la gamme voient le jour : le marqueur Onyx-marker, le stylo-feutre Visa, le crayon Plastidécor et le marqueur effaçable Velleda.
Jusqu'en 1975, l'entreprise est un des leaders du marché, mais à partir de 1976, le chiffre d'affaires diminue et Baignol et Farjon est obligée en 1979 de fusionner avec Blanzy-Conté-Gilbert à Nanterre, puis est rachetée la même année par Bic.

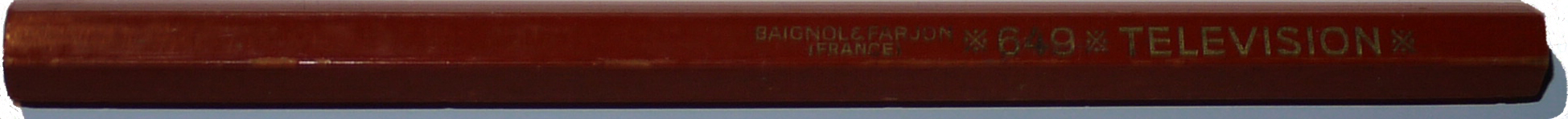
Crayon Baignol et Farjon.